# Palazzo Ricci-Altoviti
Il palazzo Ricci-Altoviti è un edificio storico del centro storico di Firenze, situato in via de' Vecchietti 6, angolo via del Campidoglio. Ingloba l'antica torre degli Agli, ancora visibile sul fianco sinistro.
Il palazzo appare nell'elenco redatto nel 1901 dalla Direzione Generale delle Antichità e Belle Arti, quale edificio monumentale da considerare patrimonio artistico nazionale.

## Storia

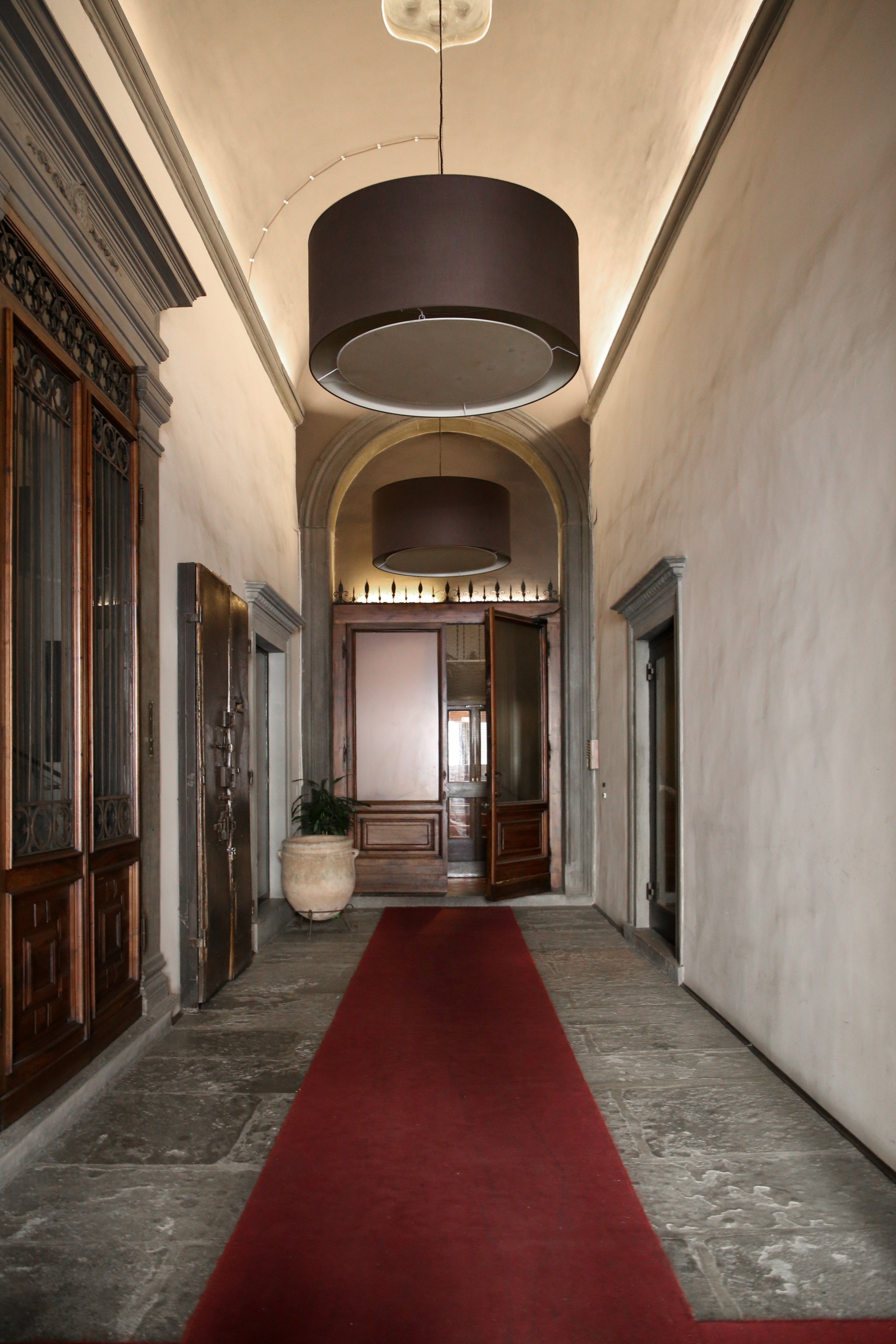
L'androne

L'edificio risulta definito quale palazzo nel 1538, su committenza dei Ricci, nel luogo dove in antico erano alcune case già degli Agli, incorporando la torre di quest'ultima famiglia, ancora leggibile sul lato del palazzo verso via de' Pecori. La torre, già scapitozzata in antico, ha una copertura a falde e pochissime aperture, come si usava nel XII-XIII secolo. Inoltre accanto alla torre si dipanava un vicolo, ancora intuibile nel basso fabbricato che oggi è un negozio di abbigliamento, che finiva perpendicolare in un altro vicoletto che collegava la via dei Guidalotti (oggi via dei Pescori) alla fiancata della chiesa di San Leo, affacciata sulla scomparsa piazza dei Brunelleschi (sul sito oggi del Palazzo Pola e Todescan). Davanti al palazzo esisteva una piazzetta a imbuto, che era anticamente chiamata "degli Agli" (che qui avevano anche una loggia in posizione d'angolo) e che da allora si chiamò piazza dei Ricci.
Passato agli Altoviti, di quel ramo riammesso in città dopo l'esilio di Bindo Altoviti, il palazzo fu ingrandito con le proprietà confinanti dei Panciatichi e degli Arrigucci, fino all’estinzione del casato nel 1853, quando tutte le proprietà passarono a Luca Medici Tornaquinci, a cui successero infine i Rosselli Del Turco. Oggi l'edificio appartiene ai Flaccomio Nardi Dei, eredi Rosselli Del Turco.
Il palazzo fu solo parzialmente interessato dagli interventi di rinnovamento e riconfigurazione dei fronti attuati nel periodo del risanamento dell'antico centro fiorentino, di modo che i lavori documentati al 1895 furono di restauro e di integrazione di una costruzione che ancora manteneva e mantiene caratteri sostanzialmente cinquecenteschi. La parte più rimaneggiata fu quella lungo via del Campidoglio, che arrivava fino alla piazza di San Leo, e venne restaurata con un aspetto borghese, fatto di cinque assi per tre piani sopraelevati, con finestre evidenziate da cornici e da due marcadavanzali. Durante gli stessi lavori venne rinvenuto l'antico arco di fondazione a sesto acuto della torre. 
Nel 2011 il palazzo ha ospitato i protagonisti della quarta stagione del reality show americano Jersey Shore, in trasferta a Firenze.

## Descrizione

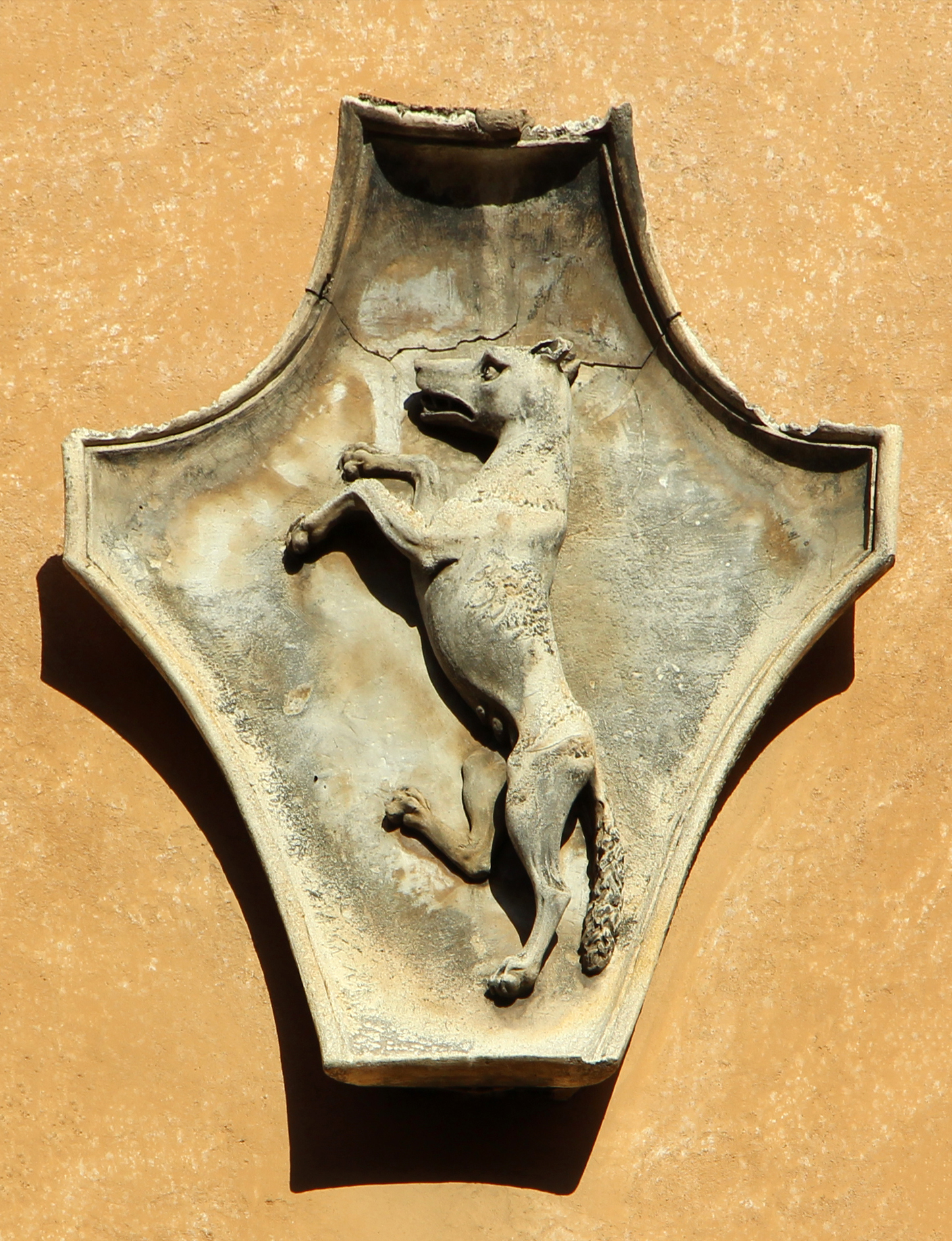
Lo stemma Altoviti

La facciata intonacata e a sviluppo prevalentemente orizzontale contrasta con la torre degli Agli, più svettante e con un lato che ancora mostra l'antico rivestimento a filaretto di pietra. La facciata del palazzo è intonacata, con semplici ricorsi ai piani e bozze conce regolari agli angoli, intorno alle finestre sul mezzo cerchio. Il portone principale si trova in posizione decentrata, affiancato da due finestre inginocchiate ed elevato su alcuni gradini. Sul fronte è, all'estrema sinistra uno scudo con un'arme che la letteratura tende a indicare come dei Medici Tornaquinci ma che in realtà è da ricondurre alla famiglia Ricci del quartiere di San Giovanni (d'azzurro a sette ricci passanti d'oro), all'estrema destra uno scudo con lo stemma degli Altoviti (di nero, al lupo rapace d'argento). Sul portone, intagliata in legno, è l'arme della famiglia Medici.
Nel 1926 (come da data graffita) fu apposta sulla facciata la lapide commemorativa dei Caduti del rione nella prima guerra mondiale, con un grande bassorilievo in bronzo modellato dallo scultore Italo Amerigo Passani (due soldati a torso nudo che sorreggono una lampada votiva accesa con, ai lati, le raffigurazioni della loggia del Bigallo e del Battistero) contornato da una fascia decorativa graffita dal pittore Umberto Bargellini (restaurato dal Comune di Firenze tra il 2011 e il 2012).
Dal 2024, il piano nobile, è sede della Libera Accademia di Belle Arti di Firenze.

### La torre degli Agli

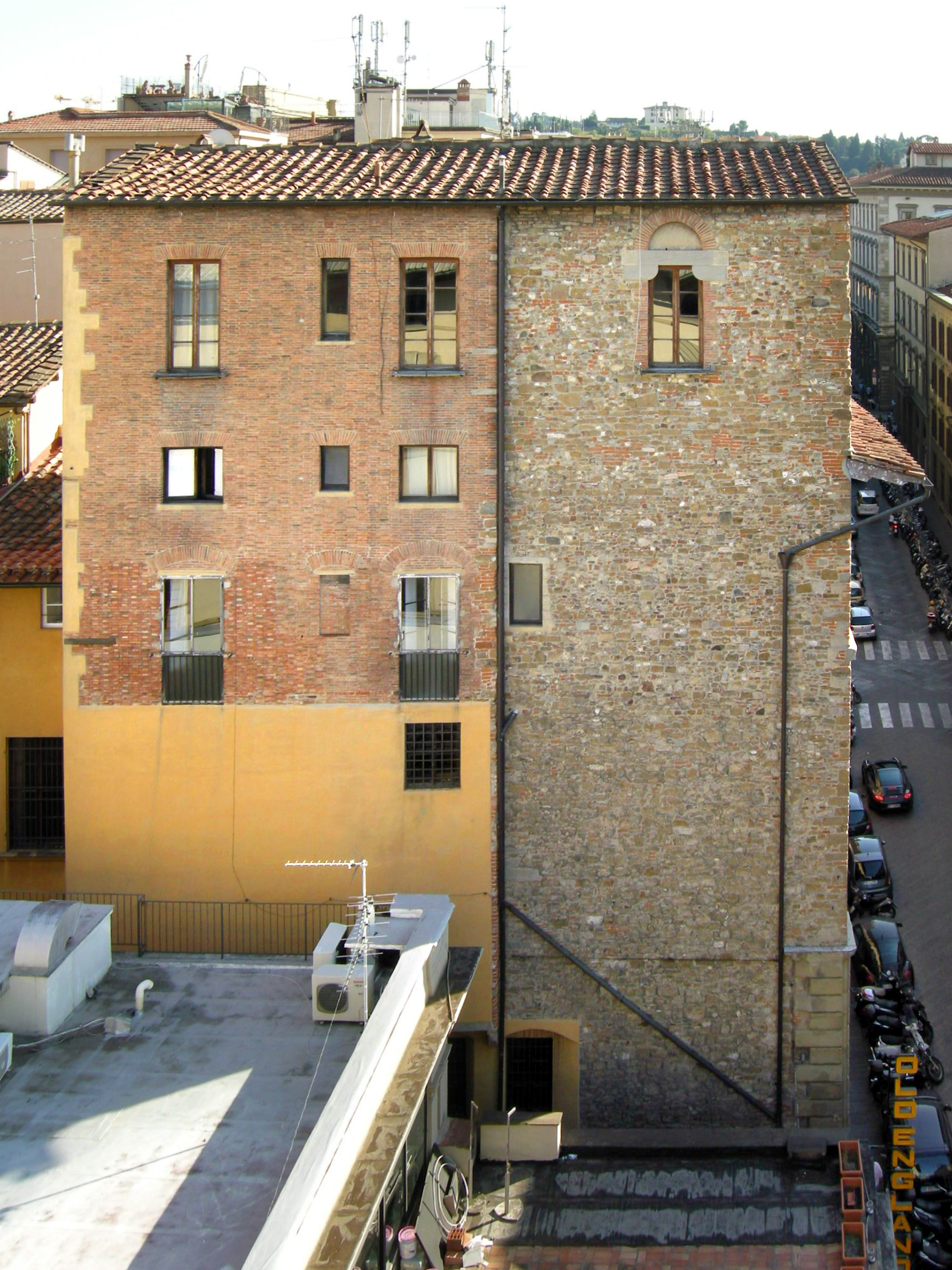
La torre degli Agli inglobata in palazzo Ricci-Altoviti

La torre, già della famiglia degli Agli, è incorporata nell'attuale palazzo e la si apprezza dal lato del palazzo che guarda verso via de' Pecori, dove, grazie alla modesta altezza dell'edificio che segue, si legge per tutta la profondità l'antico corpo di fabbrica con il prospetto in filaretto di pietra, e bene si intuisce come un tempo corresse ai suoi piedi un vicolo a perimetrare la proprietà. Anche la vista frontale del palazzo ne consente comunque la visione, sopravanzando questa di un piano il palazzo cinquecentesco oltre la linea di gronda. Già scapitozzata in antico, presenta un copertura a falde e rade finestre, al piano più alto e sempre dal lato verso via de' Pecori con architrave poggiante su mensole, secondo modi trecenteschi. Nel 1895, a seguito di alcuni lavori di ripristino delle fondazioni del muro di facciata di palazzo Medici Tornaquinci, è stato rinvenuto l'arco a sesto acuto di fondazione della torre.
Alcuni antichi commentatori danteschi indicano in Lotto degli Agli (impiccatosi pare in questa torre per il rimorso di un'ingiusta sentenza data mentre era podestà), il suicida fiorentino anonimo che il poeta incontra nella Selva dei suicidi e che pronuncia il verso: «Io fei gibetto a me de le mie case» (Inferno - Canto tredicesimo, 30).

## Bibliografia

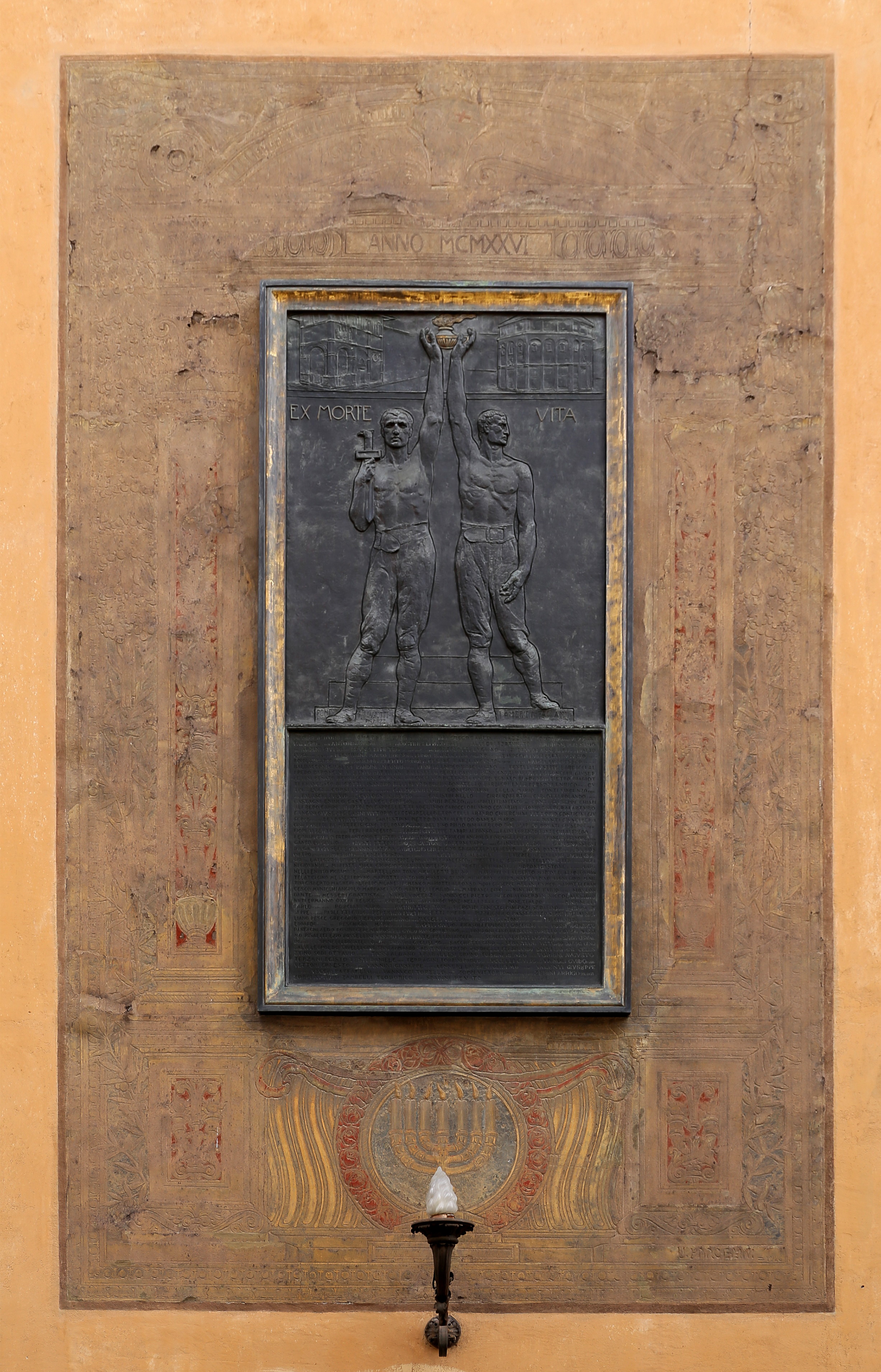
La lapide ai caduti